# کرم‌های گردگیر
کرم‌های گردگیر (نام علمی: Sabellidae) نام یک تیره از زیرراسته گردگیرسانان است.